# 23718 Хоргош
23718 Хоргош (23718 Horgos) — астероїд головного поясу, відкритий 2 квітня 1998 року.
Тіссеранів параметр щодо Юпітера — 3,406.